# 柯西视界
在物理学中，柯西视界（英語：Cauchy horizon）是柯西问题（偏微分方程理论的特定边值问题）有效域的轻似边界。视界的一侧包含封闭的类空测地线，另一侧包含封闭的类时测地线。这个概念以奥古斯丁·路易·柯西命名。
在平均弱能量条件（AWEC）下，柯西视界本质上是不稳定的。然而，确实存在AWEC违规的情况，例如由周期性边界条件引起的Casimir效应，并且由于柯西视界内的时空区域具有闭合的时间曲线，因此它受到周期性边界条件的影响。如果我们可以假设柯西视界内的时空违反AWEC，则视界变得稳定，并且频率增强效应将被时空趋势作为发散透镜抵消。如果这个猜想在经验上是真实的，它将为强大的宇宙审查猜想提供一个反例。
最简单的例子是赖斯纳-努德斯特伦度规黑洞的内部视界。